# Манукян, Арам Вигенович
Ара́м Виге́нович Манукя́н (арм. Արամ Վիգենի Մանուկյան, 9 марта 1957, Кировакан) — армянский политический и государственный деятель.
- 1974—1978 — отдел физики физико-математического факультета Кироваканского педагогического института. Педагог. Награждён медалью «За содействие олимпийскому движению» (1996), медалью им. Вазгена первого (1998), высшей серебряной медалью СНГ (1999).
- 1978—1984 — учитель физики и астрономии в средней школе Гугарка.
- 1984—1988 — инженер отдела подготовки кадров в Кироваканском НПО «Автоматика».
- С 1988 — член партии «Армянское общенациональное движение».
- 1990—1995 — депутат Верховного совета Армянской ССР. Член постоянной комиссии по вопросам образования науки, языка и культуры. Член «АОД».
- В 1991 году зачитал с трибуны Верховного Совета Декларацию независимости. Эту роль ему предоставили, чтобы провести параллель с Армянской республикой 1918 года, одним из лидеров которой был его тёзка Арам Манукян[1].
- С 1994 — член постоянной комиссии по образованию и культуре СНГ.
- 1995—1999 — вновь депутат парламента. Заместитель председателя постоянной комиссии по вопросам науки, молодёжи и образования. Член АОД.
- 1997—1999 — заместитель министра культуры, спорта и молодёжи Армении.
- 1999—2002 — начальник отдела образования и культуры общины Кентрон (г. Ереван).
- 2002—2010 — заместитель председателя правления партии «АОД».
- 2010—2013 — председатель правления партии «АОД».
- С 2013 — заместитель председателя партии «АНК».